# Villa Hortensia (Rosario)

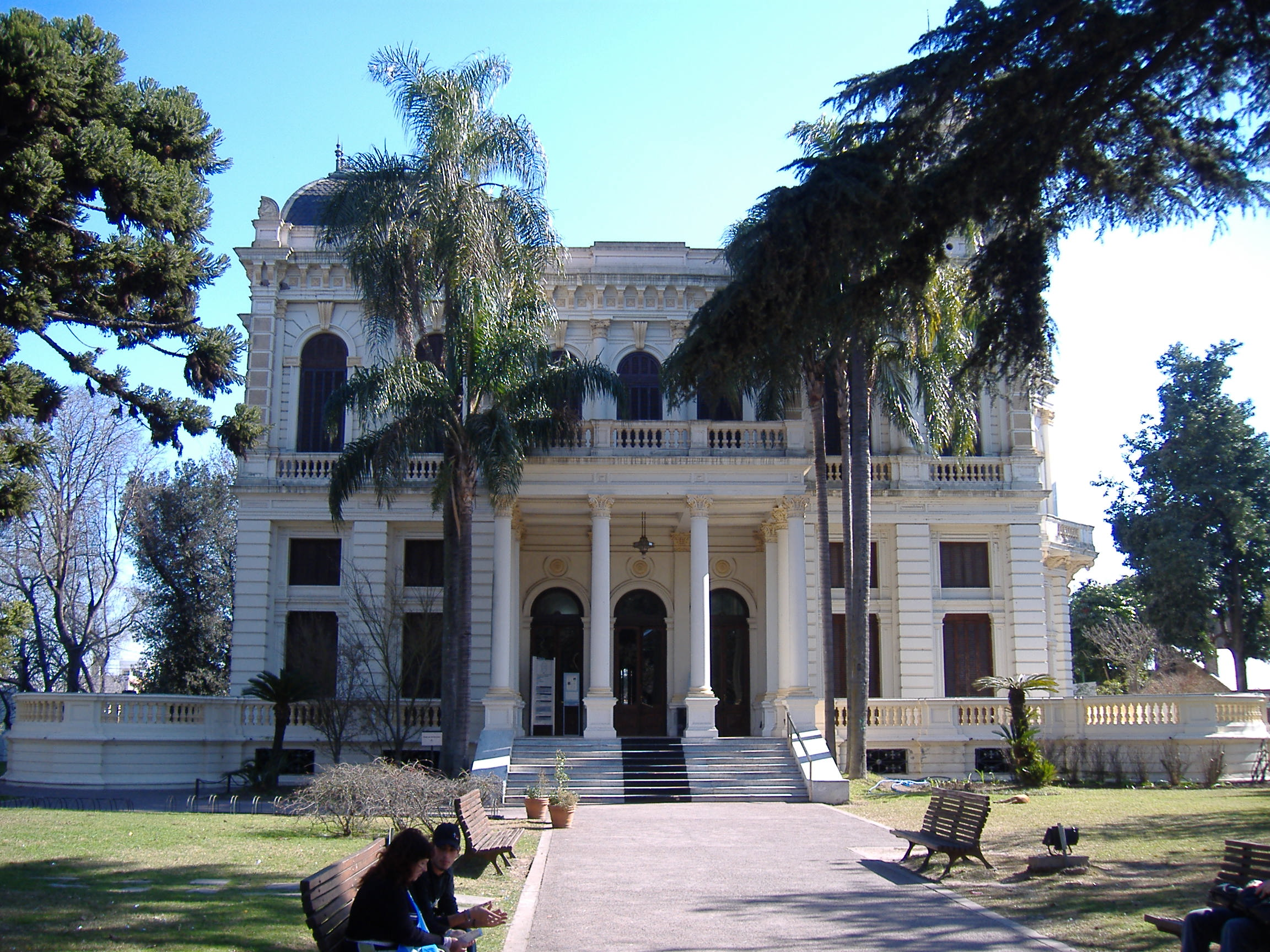
Villa Hortensia.

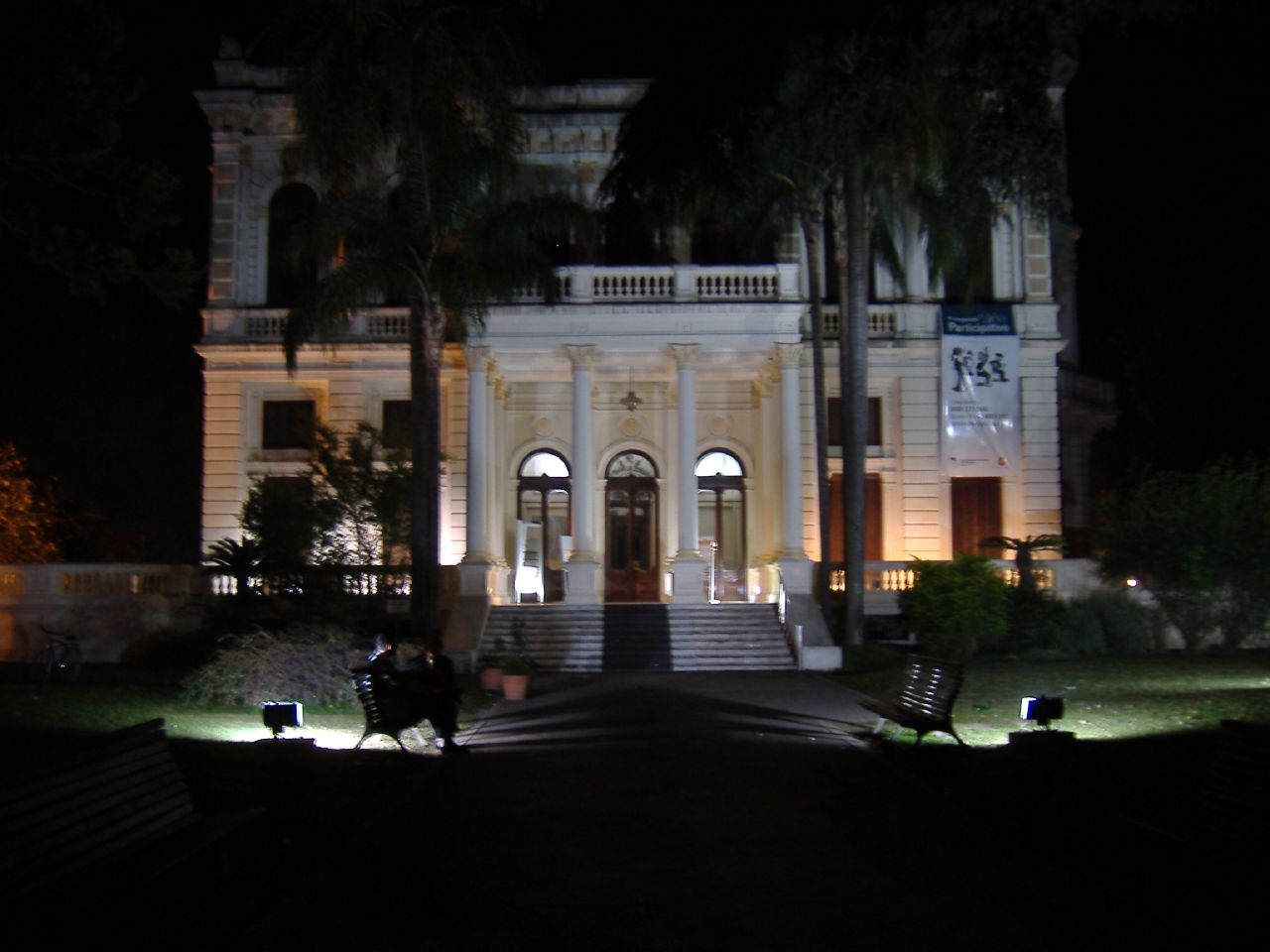
Vista nocturna.

Villa Hortensia es una mansión en la ciudad de Rosario, provincia de Santa Fe, Argentina. Se encuentra en el barrio Alberdi, calle Warnes 1917, en el noreste de Rosario. 
Construida en 1890 por el arquitecto Boyd Walker para la familia de José Nicolás Puccio, fundador del "ex Pueblo Alberdi". La vendió a Ciro Echesortu, y luego a Alfredo Rouillón, casado con María Hortensia Echesortu (de donde el palacio tomó el nombre). La saludable Familia Rouillon usaba Villa Hortensia como residencia veraniega, por lo rural de la zona, la cercanía a la Barranca del río Paraná y la apreciada sombreada forestación.
El mantenimiento de la casona fue disminuyendo con los años, hasta hacerse ruinosa. En 1989, se la declara Monumento Histórico Nacional (Decreto n.º 325/1989), desapareciendo así la posibilidad cierta de su demolición-derrumbe. La Villa fue comprada por la Municipalidad de Rosario el 30 de mayo de 1996 con el objeto de utilizarla como Centro Administrativo , y parte de un Plan de descentralización. Villa Hortensia fue restaurada, dando énfasis a los planos originales y materiales: puesta en valor. Fue reabierta como el primer Centro Municipal de Distrito el 13 de octubre de 1997.
La casona Villa Hortensia hospeda una Oficina de Asistencia al vecino, Delegación del Banco Municipal de Rosario, oficinas de las Empresas Provinciales de Energía y de Agua, Litoral gas, Registro Civil. Antes de Villa Hortensia, el vecino demoraba 40 min de ómnibus para llegar al Palacio Municipal (de 8 km a solo 1,5 km en promedio). El 80 % de los vecinos considera los servicios en Villa Hortensia mejores que los de las oficinas del centro.